# Passage Lisa
Passage Lisa är en återvändsgata i Quartier de la Roquette i Paris 11:e arrondissement. Passage Lisa, som börjar vid Rue Popincourt 26, är uppkallad efter en av de tidigare fastighetsägarna. 

## Omgivningar
- Notre-Dame-d'Espérance
- Saint-Ambroise
- Square Saint-Ambroise
- Square Maurice-Gardette
- Square Jean-Allemane
- Square Francis-Lemarque

## Kommunikationer
- Tunnelbana – linje  – Voltaire
- Busslinjerna 46, 56, 61, 69 och 76

### Webbkällor
- ”Passage Lisa”. Mairie de Paris. http://www.v2asp.paris.fr/commun/v2asp/v2/nomenclature_voies/Voieactu/5646.nom.htm. Läst 28 januari 2017.
- ”Passage Lisa (11ème arrondissement)”. Les rues de Paris. http://www.parisrues.com/rues11/paris-11-passage-lisa.html. Läst 31 januari 2017.